# Gulgaissen
Gulgaissen (Quiloazas, Kilvasa), pleme Guaycuruan Indijanaca naseljeno sredinom 16. stoljeća na na lijevoj obali Parane u Argentini, točnije na río de los Quiloazas (danas Río San Javier). Ulrico Schmidl za njih kaže da su govorili isti jezik kao i plemena Timbú i Corondá, što bi isključivalo njihovu pripadnost porodici Guaycuruan. Prema ranim izvještajima imali su oko 40,000 ratnika. Godine 1573. General Juan de Garay osnovao je uz obalu te rijeke na njihovom teritoriju grad Santa Fe. 

## Vanjske poveznice
- San Javier. Historia  Arhivirana inačica izvorne stranice od 3. ožujka 2008. (Wayback Machine)
- Juan de Garay y Santa Fe de Luyando[neaktivna poveznica]